# CV-410
La CV-410 es una carretera competencia de la Generalidad Valenciana. Se le llama Ronda suroeste de Alacuás y Oeste de Aldaya. Inicia su recorrido en la CV-36 Autovía de Torrente a la altura de Torrente y finaliza enlazando con la A-3 junto al Polígono Industrial de Aldaya.

## Nomenclatura
La CV-410 pertenece a la red de carreteras de la Generalidad Valenciana. Su nombre viene de la CV (que indica que es una carretera autonómica de la Comunidad Valenciana) y el 410, es el número que recibe dicha carretera, según el orden de nomenclaturas de las carreteras de la Comunidad Valenciana.

## Historia
La CV-410 sustituyó a la carretera local  VV-3016  con trazado similar al actual. En 2005 fue retirada del catálogo de carreteras y su trazado pasó a formar parte de la  CV-33 , que pasó a cubrir el itinerario  A-3 - V-31 .En el año 2013, fruto de la reorganización de la red autonómica de carreteras, el trazado recuperó la denominación  CV-410  provocando la rectificación de la señalización de la  A-3  y conservando aún en muchos tramos indicaciones como  CV-33 .

## Trazado
La CV-410 comienza en el enlace con la Autovía de Torrente  CV-36  junto a Torrente . La primera salida es el acceso suroeste a Alacuás. A continuación, bordea la población de Alacuás por el oeste dirigiéndose al Polígono Industrial de Aldaya y al centro comercial Bonaire. Termina su recorrido enlazando con la  A-3  que se dirige a Madrid y a Valencia.

## Recorrido
| Velocidad | Esquema | Salida | Sentido A-3 (ascendente)                                     | Sentido V-31 (descendente)                           | Carretera | Notas |
| --------- | ------- | ------ | ------------------------------------------------------------ | ---------------------------------------------------- | --------- | ----- |
|           |         | 3      | CV-410                                                       | CV-36                                                | CV-36     |       |
|           |         |        | Aldaya A-3 Alacuás Torrente (este) A-7 Barcelona <> Alicante |                                                      |           |       |
|           |         |        | Aldaya Valencia Alacuás                                      | Aldaya Valencia Alacuás                              | CV-413    |       |
|           |         |        | Alacuás (norte) Aldaya                                       |                                                      |           |       |
|           |         |        | Aldaya Valencia Madrid Centro Comercial                      |                                                      |           |       |
|           |         |        |                                                              | Centro Comercial                                     |           |       |
|           |         |        | Vía de Servicio Valencia A-3 Madrid Centro Comercial         | Vía de Servicio Valencia A-3 Madrid Centro Comercial | E-901 A-3 |       |
|           |         |        | Vía de Servicio Madrid A-3 Valencia Centro Comercial         | Vía de Servicio Madrid A-3 Valencia Centro Comercial | E-901 A-3 |       |
|           |         |        | E-901 A-3                                                    | CV-410                                               | E-901 A-3 |       |